# Han Hee-Ju
Han Hee-Ju (2 de septiembre de 1997) es una deportista surcoreana que compite en judo. Ganó una medalla de bronce en los Juegos Asiáticos de 2018, y una medalla de oro en el Campeonato Asiático de Judo de 2021.

## Palmarés internacional
| Juegos Asiáticos    | Juegos Asiáticos    | Juegos Asiáticos  | Juegos Asiáticos |
| Año                 | Lugar               | Medalla           | Categoría        |
| ------------------- | ------------------- | ----------------- | ---------------- |
| 2018                | Yakarta (Indonesia) | Medalla de bronce | –63 kg           |
| Campeonato Asiático |                     |                   |                  |
| Año                 | Lugar               | Medalla           | Categoría        |
| 2021                | Biskek (Kirguistán) | Medalla de oro    | –63 kg           |